# Pyrinia dispansa
Pyrinia dispansa là một loài bướm đêm trong họ Geometridae.